# Joshua Tree Wilderness
La Joshua Tree Wilderness est une aire protégée américaine située dans les comtés de Riverside et San Bernardino, en Californie. Fondée en 1976, elle protège 2 405,9 km2 dans le parc national de Joshua Tree. Elle culmine à 1 773 m d'altitude à Quail Mountain.
La réserve est parcourue par de nombreux sentiers de randonnée, parmi lesquels le Boy Scout Trail et le Willow Hole Trail.